# 50-es busz (Tatabánya)
A tatabányai 50-es jelzésű autóbusz az Autóbusz-állomás és a Bridgestone között közlekedik. A vonalat a T-Busz Tatabányai Közlekedési Kft. üzemelteti.

## Története
A buszvonalat 2018. január 2-án indította el Tatabánya új közlekedési társasága, a T-Busz Kft.

## Útvonala
| Bridgestone felé | Autóbusz-állomás felé |
| --- | --- |
| Autóbusz-állomás (17) – Jedlik Ányos utca – Mozdony utca – Győri út – Dózsa György út – Dankó Pista utca – Búzavirág utca – Orgonás út – Üveggyár utca – Kőhíd utca – Bridgestone | Bridgestone – Kőhíd utca – Üveggyár utca – Orgonás út – Búzavirág utca – Dankó Pista utca – Dózsa György út – Győri út – Mozdony utca – Jedlik Ányos utca – Autóbusz-állomás |

## Megállóhelyei
| 0  | (17) Autóbusz-állomás végállomás | 19 | 1, 1G, 2, 5, 5P, 6, 9, 9D, 10, 11, 15, 16, 26, 26R, 55, 57, 70 770, 8400, 8401, 8402, 8403, 8406, 8410, 8421, 8422, 8423, 8432, 8435, 8436, 8437, 8441, 8444, 8460, 8462, 8464, 8471, 8472, 8479 1702, 1758, 1784, 1824, 1841, 1842, 1843, 1844, 1845, 1848, 1850, 1851, 1852 S10 G10 S12 IC, EC, EN, gyorsvonat, expresszvonat, |
| ∫  | Vasútállomás                     | 18 | 1, 1G, 2, 5, 5P, 9, 9D, 15, 16, 26, 26R, 38, 38G, 53I, 55, 57, 59B S10 G10 S12 IC, EC, EN, gyorsvonat, expresszvonat, |
| 3  | Kórház                           | 16 | 1, 1G, 6, 8, 8L, 8S, 9, 11, 16, 18, 38, 38G, 57, 59B 8402, 8403, 8419, 8441, 8442, 8443, 8444, 8460, 8462, 8464 1702, 1758, 1841, 1842, 1844, 1845, 1848, 1851, 1852 |
| 4  | Kollégium                        | ∫  | 1, 1G, 6, 8, 8L, 8S, 9, 11, 18, 38, 38G, 57, 59 |
| 5  | Madách Imre utca                 | 14 | 1, 1G, 2, 6, 9, 9D, 11, 16, 26, 26R, 51B, 52, 52I, 57, 59I 8443 |
| 6  | Kertvárosi elágazás              | 13 | 2, 4, 4E, 9, 9D, 51, 57, 59I 8402, 8403, 8441, 8442, 8443, 8460, 8462, 8464 |
| 7  | Tejüzem                          | 12 | 4, 4E, 9, 9D, 51, 57, 59I |
| 9  | Búzavirág utca                   | 10 | 4, 4E, 9, 9D, 51, 51B, 53, 55, 57, 59, 59I 8402, 8403 1702, 1841, 1845, 1851 |
| 11 | Otto Fuchs (1)                   | 8  | 51, 51B, 52I, 53, 53B, 53I, 54, 55, 57, 59, 59B, 59I 8402, 8403 |
| 12 | Coloplast                        | 7  | 51, 51B, 52I, 53, 53B, 53I, 54, 55, 57, 59, 59B, 59I 8402, 8403 |
| 14 | Lotte - Samsung                  | 5  | 51, 51B, 52I, 53, 53B, 53I, 54, 55, 57, 59, 59B, 59I 8402, 8403 |
| 15 | AGC Üveggyár                     | 4  | 51, 51B, 52I, 53, 53B, 53I, 54, 55, 57, 59, 59B, 59I 8402, 8403 |
| 16 | BD Hungary                       | 3  | 51, 51B, 52I, 53, 53B, 53I, 54, 55, 57, 59, 59B, 59I 8402, 8403 |
| 17 | Henkel Kft.                      | 2  | 51, 51B, 52I, 53, 53B, 53I, 54, 55, 57, 59, 59B, 59I 8402, 8403 |
| 19 | Bridgestone végállomás           | 0  | 51, 51B, 52I, 53B, 53I, 54, 55, 57, 59B, 59I |